# Mevania latona
Mevania latona là một loài bướm đêm thuộc phân họ Arctiinae, họ Erebidae.